# 插叙
插叙，是一种叙事手法。指在叙述主要事件时，先暂时中断对主要事件的叙述，插入一些相关的人物或者事件，在插叙结束后再恢复原有的叙述。插叙可以让文章内容更加饱满，帮助读者理解，还可以在文中加入铺垫，使文章更加深入人心。错误使用插叙可能会使文章跑题，或文章结构出现偏差。